# Коле Сфјама (Рим)
Коле Сфјама је насеље у Италији у округу Рим, региону Лацио.
Према процени из 2011. у насељу је живело 327 становника. Насеље се налази на надморској висини од 253 м.